# José Maldonado González
José Maldonado González (Tineo, 12 novembre 1900 – Oviedo, 11 février 1985) est un homme politique espagnol de la Deuxième République, qui est le dernier président de la république en exil.

## Biographie
Né à Tineo (Asturies) en 1900, il obtient son baccalauréat au collège jésuite de Gijón, où il étudie les deux premières années, avant de terminer ses études à l’Institut d’Oviedo. À l’université d’Oviedo, il s’inscrit à la faculté de droit, où il obtient son diplôme en 1920. Après son service militaire, il ouvre un cabinet d’avocats dans sa ville natale. C'est à ce moment-là qu'il commence à exprimer ses sympathies pour les idées de gauche et républicaines, ce qui le conduit à s'engager dans le Parti républicain radical-socialiste.

### Seconde république
Aux élections municipales du 12 avril 1931, il est élu conseiller municipal du district de Tuña (paroisse de la commune de Tineo), en tant que membre de la coalition républicaine-socialiste, et nommé maire lors de la constitution du conseil municipal ; Il occupe ce poste jusqu’en 1933, année où le Parti radical remporte le conseil municipal de Tineo à la majorité simple, ce dernier devant conclure un pacte avec le CEDA. Après la proclamation de la République, il fonde, avec plusieurs personnalités, la section asturienne du Parti républicain radical-socialiste, avec lequel il se présente dans la coalition de l’Union de gauche aux élections législatives de 1933, sans obtenir de député. À la suite de l’union entre le PRRSI et l’Action républicaine, en 1934, Maldonado est désigné président du comité provincial des Asturies par ce parti, avec lequel il se présente aux élections de 19369[Quoi ?]. Élu député aux Cortes, il participe aux commissions de l’Instruction publique et de l’Agriculture. Membre la franc-maçonnerie, il entre dans la loge Jovellanos n° 337, adoptant le pseudonyme de « Campomanes ».
Au début de la guerre civile, il devient membre du Conseil interprovincial des Asturies et León en décembre 1936, occupant le poste de ministre des Travaux publics, en tant que représentant de la gauche républicaine ; Plus tard, avec la création du Conseil souverain des Asturies et de León, il continue à occuper le même poste dans cette nouvelle institution. Mais le 21 octobre 1937, avec l’occupation des Asturies par les rebelles, il transite par la France, pour rejoindre le territoire aux mains des républicains, étant nommé directeur général des routes par le deuxième gouvernement de Juan Negrín, poste qu’il occupe jusqu’à la fin de la guerre.

### Exil
En exil en France, il participe aux différents gouvernement en exil d’où il devient l'un de ses plus éminents membres. En 1959, il participe à la fusion entre l'Union républicaine et la Gauche républicaine pour former l'Action républicaine démocratique espagnole dont il devient le premier dirigeant. Pendant son exil en France il enseigne à l' ESIT, Ecole Supérieure d'interprètes et de Traducteurs (Sorbonne). A la mort de Luis Jiménez de Asúa en 1971, il devient président de la république en exil.
En 1977, reconnaissant la légitimité des élections générales du 15 juin il signe une déclaration officielle stipulant la fin des institutions républicaine espagnoles en exil.
Il meurt des suite d'une pneumonie le 11 février 1985 à Oviedo.